# Bayraktar TB3
Die Baykar Bayraktar TB3 ist eine für mittlere Höhen und lange Flugdauer (MALE) ausgelegte Kampf- und Aufklärungsdrohne (UCAV). Die Drohne wird die erste Drohne sein, die über die Fähigkeiten von STOL und faltbare Flügel verfügen wird. Die Baykar Bayraktar TB3 wird von dem türkischen Unternehmen Baykar Technology hergestellt.

## Entwicklung
Im Februar 2021 hat Ismail Demir, der CEO der Defense Industry Agency Türkei, veröffentlicht, dass Baykar Technology die Entwicklung einer neuen Drohne plant, der Bayraktar TB3. Bei der TB3 handelt sich im Grunde genommen um eine modifizierte Bayraktar TB2, mit dem besonderen Merkmal, dass die Bayraktar TB3 für STOL (Short-Take-Off and Landing) geeignet sein wird. Das ist die Fähigkeit eines Luftfahrzeuges, auf sehr kurzen Strecken, wie z. B. Flugzeugträgern oder Flugplätzen mit sehr kurzen Start- und Landebahnen, starten und landen zu können. Die Baykar Bayraktar TB3 soll später auf dem Amphibischen Angriffsschiff (Hubschrauberträger) Anadolu der Türkische Marine stationiert werden. Die TB3 ist die Marine Version der TB2, angetrieben wird sie durch ein Triebwerk, welches von der türkischen staatlichen Luft- und Raumfahrtfirma Turkish Aerospace Industries entwickelt wird. 
Stand März 2023 wird die Bayraktar TB3 laut Baykar im Jahr 2023 mit Flugtests beginnen und soll bis Ende 2023 die verschiedensten Testphasen durchlaufen haben. Die Drohne wird Ende April 2023 auf dem Gelände des Flughafens Istanbul-Atatürk während der Luftfahrtmesse Teknofest Aerospace and Technology Festival (Teknofest) das erste Mal der Öffentlichkeit präsentiert. Die Bayraktar TB3 wird über die technische Fähigkeit verfügen, die Flügel einzufalten, um Platz auf dem zukünftigen Drohnenträger Anadolu zu sparen. Dadurch finden mehr Drohnen an Bord des Schiffes Platz, laut Demir werden dort dann 30–50 Bayraktar TB3 UAVs stationiert werden können. Die TB3 stellt daher die erste Drohne dar, die über diese Funktion verfügen soll. Das unbemannte Fluggerät wird mit erweiterten Kommunikationsfähigkeiten ausgestattet sein, um auch aus großer Entfernung ferngesteuert werden zu können. Missionen wären zum Beispiel Aufklärung, Überwachung, Informationsbeschaffung oder auch Angriffe auf Ziele durchzuführen. Das zukünftige Trägerschiff TCG Anadolu wurde am 10. April 2023 in Dienst gestellt.
Am 1. Juni 2024 führte die Bayraktar TB3 erstmals einen Start von einer Rampe durch, wie sie auf dem zukünftigen Drohnenträger TCG Anadolu vorhanden ist. Die TB3 wird in Zukunft auf diesem Drohnenträger der türkischen Marine stationiert sein.
Ende Juni 2024 absolvierte die Bayraktar TB3 einen weiteren Testflug, bei dem sie von PD-170-Triebwerken des türkischen Unternehmens TEI angetrieben wurde.

## Fähigkeiten

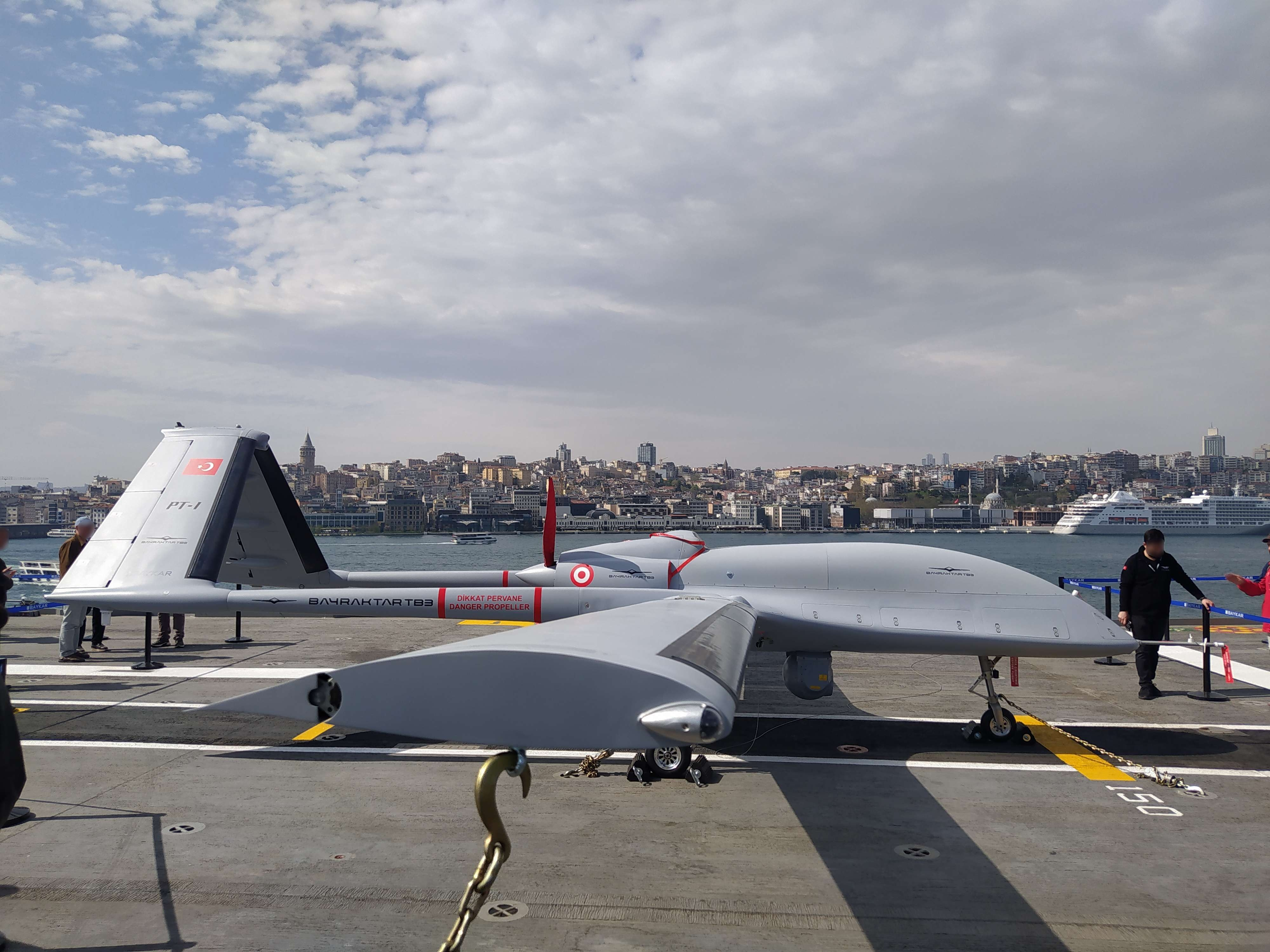
Bayraktar TB3 auf dem Deck von Anadolu

- STOL
- TLOS (Tactical line-of-sight)
- BLOS (Beyond line-of-sight)
- Faltbare Flügel
- Automatischer Start
- Automatische Landung

## Technische Daten
- Spannweite: 14 m
- Länge: 8,35 m
- Höhe: 2,6 m
- Maximales Startgewicht: 1450 kg
- Einsatzgeschwindigkeit: 231 km/h (125 kn)[6]
- Höchstgeschwindigkeit: 296 km/h (160 kn)
- Flugdauer: 32+ h[7]
- Dienstgipfelhöhe: 11,067 km (36.310 ft)[8]
- Reichweite: bis zu 5700 km[8]
- Nutzlast: 280 kg
- Antrieb: 1 × TEI PD170

## Bewaffnung
Aufhängepunkte

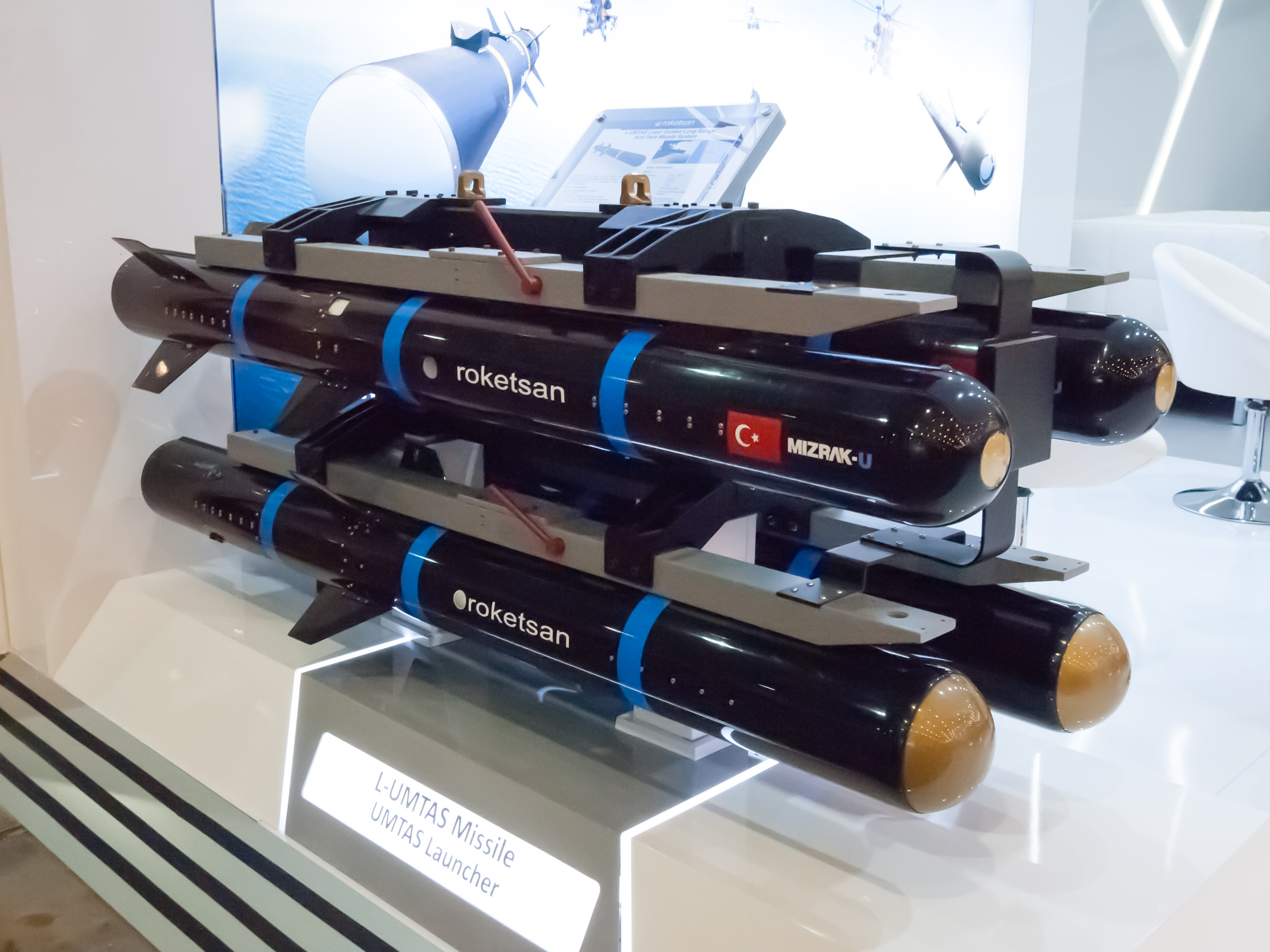
UMTAS-Rakete soll in die Bayraktar TB3 eingesetzt werden

An sechs verschiedenen Aufhängepunkten können die folgenden Raketen und Bomben mitgeführt werden:
- UMTAS[9]
- L-UMTAS
- MAM-Smart Micro Munition (MAM-C, MAM-L, MAM-T)[10]
- CIRIT 70-mm lasergelenkte Rakete[11]
- TUBITAK-SAGE Bozok Lasergelenkte Rakete[12]

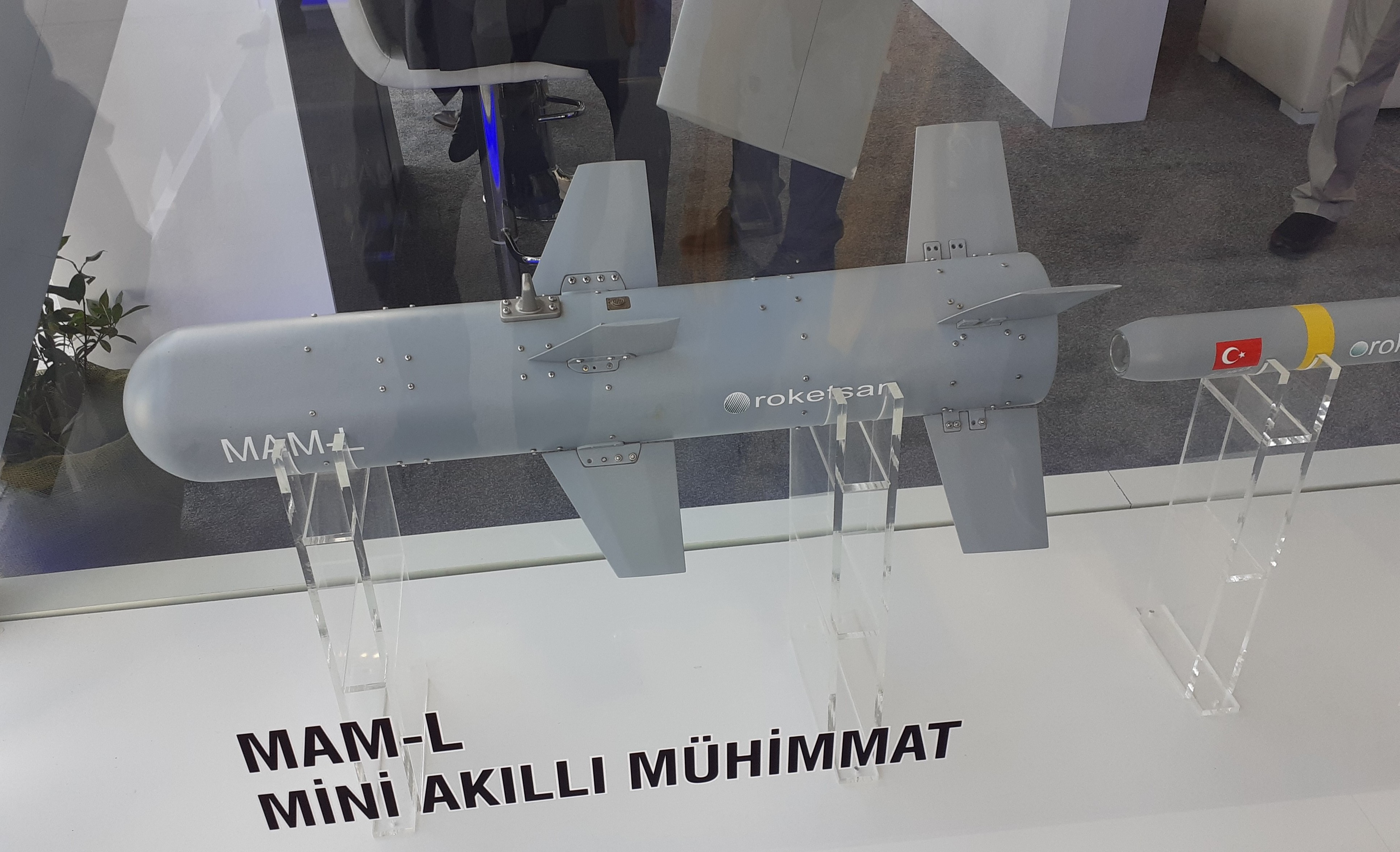
MAM-L Smart Micro Munition

- MAM-L Smart Micro MunitionTUBITAK-SAGE Togan Luft zu Boden / 81mm Mörsergranate[13]
- TUBITAK-SAGE Kuzgun Modular Joint Ammunition[14]
- Kemankeş[15]

Avionik
- Austauschbare EO/IR/LD-Bildgebungs- und Zielsensorsysteme oder Multi-Mode-AESA-Radar
- Aselsan CATS EO/IR/LD-Bildgebungs- und Zielsensor (erwartet)

## Nutzerstaaten

### Zukünftige Nutzerstaaten
- Türkei – Marine[16]
- Indonesien – Marine[17]